# Bothriomolus balticus
Bothriomolus balticus är en plattmaskart som beskrevs av Meixner 1938. Bothriomolus balticus ingår i släktet Bothriomolus och familjen Otoplanidae. Arten är reproducerande i Sverige. Inga underarter finns listade i Catalogue of Life.